# Xã Union, Quận LaPorte, Indiana
Xã Union (tiếng Anh: Union Township) là một xã thuộc quận LaPorte, tiểu bang Indiana, Hoa Kỳ. Năm 2010, dân số của xã này là 2.348 người.